# Jacob Ier de Kla
Jacob Ier de Kla ou Yacob Ier  Klayec‘i (en arménien Հակոբ Ա Կլայեցի), surnommé  Gitnakan (« le Savant »), est Catholicos de l'Église apostolique arménienne de 1268 à 1286.

## Biographie
À la suite du décès de Constantin Ier, le trône de Catholicos est vacant depuis quelques mois lorsqu’il est confié à Jacob Ier Klayec‘i, c.-à-d. originaire de Kla, dans la région de Tarse. Comme ses prédécesseurs, il s’établit à Hromgla.
Jacob Ier est surnommé Gitnakan car il est l’auteur de nombreux hymnes et exégèses d’ouvrages religieux. Peu après son élection, il a notamment rédigé des commentaires des lettres aux Arméniens de Nersès IV Chnorhali, dont il a fait adresser des copies aux églises de sa juridiction.
Lorsqu’en 1269, le roi Héthoum Ier d'Arménie abdique pour se retirer dans un monastère, le Catholicos couronne son successeur Léon III. Pendant les règnes de ces deux souverains favorables à  l’Église latine, les négociations menées parallèlement par le Catholicos  Jacob Ier de Kla, qui garde une position réservée vis-à-vis de la Papauté, permettent de maintenir les contacts avec l’Église grecque.
Jacob Ier meurt en  1286 pendant une période d’épidémie de peste suivie d’une famine. Son successeur Constantin II Pronagortz est élu le Vendredi de Pâques de la même année.